# Pansion
Pansion (od francuskog: pension, od latinskog: pensio = plaćanje, isplata, najam, najamnina) je, poput hotela, objekt za smještaj gostiju. Jedina bitna razlika u odnosu na hotel,  je u tom što pansioni pružaju ugostiteljske usluge samo svojim gostima.
Također, pansion može značiti i odgojni zavod u kojem pitomci uz nastavu imaju stan i hranu, ili internat u nekim srednjim školama.
Pansion u hotelskom žargonu znači uslugu koja pored noćenja, uključuje i doručak, ručak i večeru, za razliku od polupansiona u kojem se uz noćenje nudi doručak i večera.

## Karakteristike
Pansioni su uz sve gore navedene karakteristike, obično i bitno manji i skromnije opremljeni objekti od hotela. Oni su nastali kao način prilagođavanja hotelijera gostima tanjeg džepa. Grade se svuda, gdje ima potencijalne klijentele, od velikih gradova do izoliranih turističkih lokaliteta.
I oni se poput hotela, kategoriziraju, što ovisi o opremi i nivou usluge koju pružaju, i to najčešće u tri kategorije (zvjezdice), ali to ovisi od zakona pojedine države i nije svuda isto (u pojedinim državama ima i do pet kategorija).

## Vanjske poveznice
- Osnovni ugostiteljski objekati za smještaj na portalu Turizmologija  Arhivirana inačica izvorne stranice od 13. travnja 2014. (Wayback Machine)